# Bismarckturm (Weimar)

Bismarckturm Weimar, Aufnahme aus den 1930er Jahren

Der Bismarckturm bei Weimar stand auf dem 480 Meter hohen Ettersberg. Mit ihm erinnerten die Stadt Weimar und zahlreiche Orte der näheren Umgebung an Otto von Bismarck, den „Schmied der deutschen Einheit“. Der Turm wurde 1901 eingeweiht und 1949 aus politischen Gründen gesprengt.

## Besonderheiten
Während viele Bismarcktürme ausschließlich aus Bürgerwillen entstanden, war das für den Turm bei Weimar anders: Einerseits war der ausgewählte Bauplatz auf dem Ettersberg im Besitz von Großherzog Carl Alexander, der für das Vorhaben gewonnen werden musste. Andererseits leistete das Großherzogtum unter Großherzog Wilhelm Ernst einen beachtlichen Beitrag zu den Baukosten.

## Architektur
Von seiner Gestalt war der Bau eher untypisch. Der 43 Meter hohe Turm war schlank und hatte eine gewisse Ähnlichkeit mit einem Minarett. Er hatte auf 37 Metern Höhe eine umlaufende Aussichtsplattform. Sein ausladender Unterbau im Erdgeschoss erinnerte etwas an das Kyffhäuserdenkmal.

## Geschichte

### 19. Jahrhundert
Seit 1886 plante der Thüringerwald-Zweigverein Weimar einen Aussichtsturm auf dem Ettersberg. Eine Anfrage aus dem gleichen Jahr lehnte der Großherzog ab, ebenso im Jahr 1896. Im Juni 1899 konstituierte sich schließlich die Bürgervereinigung Ausschuss für Errichtung eines Bismarck-Ehrenthurmes auf dem Ettersberge bei Weimar. Die Grundsteinlegung für den von Ernst Kriesche entworfenen höchsten Bismarckturm Thüringens war am 2. September 1900.

### 20. Jahrhundert
Die feierliche Einweihung fand am 27. Oktober 1901. Die Baukosten betrugen 27.000 Mark. Für den Betrieb und die bauliche Unterhaltung des Bismarckturms wurde 1902 eigens ein Verein gegründet.
Bis in die 1930er Jahre war der Turm ein beliebtes Wanderziel für die Bürger in Weimar und Umgebung und für Touristen aus nah und fern. Zum Verhängnis wurde dem Bismarckturm, dass in den 1930er Jahren das Konzentrationslager Buchenwald in seiner Nähe errichtet wurde. Führende Funktionäre der VVN waren 1948 der Ansicht, die Teilnehmer des Buchenwald-Tages (= Buchenwald-Gedenktag) würden nicht verstehen, „dass über diesen Grabstätten noch immer das Bismarck-Denkmal thront“. 
Am 22. April 1949 beschloss daher das Kleine Sekretariat, das spätere Sekretariat des Zentralkomitees der SED unter Leitung von Walter Ulbricht die Sprengung des Bismarckturms auf dem Ettersberg. Von diesem Beschluss wurde Walter Bartel informiert – die Stadt Weimar hingegen nicht. Am 11. Mai 1949 wurde der Turm heimlich gesprengt. In einem Aktenvermerk des Staatshochbauamts Weimar vom gleichen Tag heißt es: „Wir konnten trotz eingehender Erkundigung nicht feststellen, wer ohne unser Wissen diese Sprengung durchführte“.